# 52-ра изтребителна ескадра
52-ра изтребителна ескадра (на немски: Jagdgeschwader 52, съкратено JG 52) на Луфтвафе е ескадрата, постигнала най-големи успехи по време на Втората световна война.
Действа основно на Източния фронт. Официално на бойната сметка на ескадрата се водят 7851 победи през войната, но общата бойна сметка на пилотите от ескадрата (към края на войната някои от тях са прехвърлени в други подразделения) надвишава 10 000. В ескадрата служат тримата най-резултатни асове на Луфтвафе: Ерих Хартман (352 победи), Герхард Баркхорн (301 победи) и Гюнтер Рал (275 победи). Пилотите на ескадрата летят предимно на Bf-109.
52-ра ескадра се състои от три групи (Gruppe), всяка от които включва три ескадрили (Staffel). Средно, в състава на ескадрата има от 100 до 120 самолета.

## История на ескадрата

### Западен фронт
Бойният път на JG52 започва през 1939 г. с кампанията във Франция, а после и Битката за Британия (1940 г.). В този период ескадрата се състои само от две групи (повечето ескадри имат по това време три групи) и бойните ѝ резултати не са особено впечатляващи. Към края на 1940 г. пилотите от JG52 имат 177 победи, при доста високи загуби: само в Битката за Британия загиват или попадат в плен 53 пилота от ескадрата.
През първите няколко дни от обявяването на войната нито французите, нито англичаните проявяват някаква активност на Западния фронт. По това време там пристига 2-ра група от JG-52 (II./JG-52). На 8 септември 1939 г. звено (двойка самолети или Rotte по класификацията на Луфтвафе) Messerschmitt Bf 109D от II./JG-52, патрулиращо над р. Рейн, забелязва френски разузнавателен самолет Mureaux 115 и след втория заход стрелбата на лейтенант Паул Гутброд взривява френската машина във въздуха. Това е първият свален самолет на Западния фронт. За тази победа П. Гутброд е награден с Железен кръст II степен, но самият той загива на 1 юни 1940 г. при атаката на френски наземни части при Белвал в Ардените.
В Битката за Британия участва 3-та група от ескадрата – станалата по-късно известна III./JG-52. Над Англия обаче не ѝ провървява особено. На 24 юли 1940 г., два дни след пребазирането на групата от Берлин в Кале-Кокел, Франция, загива командирът на III./JG-52 хауптман Волф-Дитрих фон Хоувалд. Той, както и двама командири на ескадрили от същата група загиват над Кент в схватка със Спитфайъри от 610-а ескадрила на RAF. Мястото на Хоувалд остава незаето седмица, но командири на ескадрилите са назначени веднага. На следващия ден над Фолкстаун във въздушен бой със спитфайъри от същата 610-а ескадрила загива единият от тях, но вторият – оберлейтенант Гюнтер Рал оцелява. Загубите, понесени от групата, обаче, са толкова големи, че командването я изтегля в тила още преди края на месеца.

### Източен фронт, начален период
JG52 е преведена на Източния фронт още в самото начало на нахлуването в СССР. От 1941 до 1944 г. действа на южното и централното направления, прикривайки действията на група армии „Юг“.
Подготовката на съветските летци е на много по-ниско ниво и по-кратка от тази на Луфтвафе, а изтребителите съветско производство не могат да се конкурират с Bf 109. През май 1942 г. пилотите от ескадрата вече имат 1500 победи. През юни 1942 г. броят им вече е 2000. Само през в течение 1942 г., над 20 летци от JG52 получават Железен кръст, от тях 7 – с Дъбови листа.
В началото 1-ва група (I./JG-52) от ескадрата не взима участие в операция „Барбароса“ – тя е дислоцирана по крайбрежието на Северно море. В същото време 2-ра група (II./JG-52) с командир хауптман Ерих Войтке се представя чудесно, действайки на централното направление – летците ѝ свалят не по-малко от 270 противникови самолета. Любопитно е, че в началния етап на Източната кампания легендарната 3-та група (III./JG-52) от ескадрата демонстрира най-ниска резултатност. Дори на 4 юли Херман Гьоринг изпраща до командира на групата Алберт Блуменсаат телеграма със следното съдържание:
„Вашето подразделение се отличава с неспособност да сваля самолетите на противника. Докога руснаците безнаказано ще действат в повереното ви въздушно пространство?“
Всъщност тази телеграма показва неразбирането на фронтовата обстановка от Гьоринг. Работата е там, че III./JG-52 патрулира по Черноморското крайбрежие, където активността на руската авиация е ниска. Освен това руснаците прилагат тактиката „Удряй и бягай“ като руските бомбардировачи нанасят ударите си откъм морето и бързо се изтеглят в същата посока, а е било трудно да се открият навреме самолетите, летящи над морето, като се охранява брегова линия на протежение 320 км. Но когато III./JG-52 е прехвърлена във вътрешността на Съветския съюз, летците ѝ бързо започват да увеличават бойната сметка на групата.
На 3 август 1941 г. лейтенантът от 9 ескадрила (Staffel) от III./JG-52 Херман Граф, прикривайки група Ju-87, удържа първата си победа като летец-изтребител. По-късно той ще стане един от най-големите немски асове и командири в изтребителната авиация.
Друг един пилот – оберлейтенантът от 8 ескадрила на III./JG-52 Гюнтер Рал, се разминава на косъм от смъртта – на 28 ноември той е тежко ранен във въздушен бой и частично парализиран прекарва девет месеца в болница, за да се завърне и с течение на времето да стане ас № 3 в Германия и света.
Първи в III./JG-52 получава Рицарски кръст Герхард Кьопен от 8-а ескадрила – на 18 декември 1941 г. той е удостоен с отличието за 40 свалени противникови самолета.

### Сталинград и Кавказ
В средата на юли 1942 г. на въоръжение в ескадрата постъпва новия модел на Месершмит – Bf-109 серия G. По това време части на Вермахта на южния участък на фронта започват настъпление в Кавказ, което значително разширява зоната на отговорност на ескадрата. За да прикрива ефективно наземните войски на толкова разтегнат фронт, е приета схема за бързо реагиране. Ролята на „пожарна команда“ е поета от 1-ва група на ескадра JG52, която оперативно е прехвърлена на най-застрашения участък на фронта от Керч до Москва. Непрекъснато участвайки в боевете, пилотите на 1-ва група през септември 1942 записват в сметките си 700 свалени самолета на противника.
В боевете за Сталинград 3-та група на ескадрата прикрива неуспешния опит на 4-та танкова армия на Вермахта да разкъса блокадата на окръжената групировка на 6-а армия и действията на 1-ва танкова армия в Кавказ. В хода на тези боеве ескадрата отчита своята 4000-на победа (декември 1942 г.). Руските историци се позовават на данните за загубите на съветските ВВС, за да опровергаят тези данни. Известно е обаче, че руските загуби по това време са омаловажавани за да не падне бойния дух на руските войски, а немците имат строга система за отчитане на победите във въздушен бой.
В началото на 1943 г. основните действия на ескадра JG52 са в района на Таманския полуостров, където тя прикрива действията по отбраната на Група армии „А“ под командването на Евалд фон Клайст и последващото отстъпление на 17-а армия на Вермахта в Крим през Керченския пролив, където немските летци понасят значителни загуби. През април над Анапа загива 32-годишният оберфелдфебел Вили Немиц от 4-та ескадрила, един от най-възрастните фронтови пилоти в Луфтвафе (наричат го „Дядо Немиц“). На 11 март той е награден с Рицарски кръст за 54 свалени самолета, като през месеца до смъртта си сваля още 27. Сред загиналите е и командирът на 3-та ескадрила хауптман Рудолф Митиг – един от първите кавалери на Рицарския кръст (получава го по времето, когато е даван за 20 победи). На 10 юни 1943 г. самолетът на Митиг се сблъсква с руски самолет над река Кубан – това е 101-вата и последна победа на ветерана. Въпреки тежките загуби на 20 април командирът на 8-а ескадрила хауптман Гюнтер Рал удържа победа № 5000 за ескадрата от началото на войната.

### Курск
През юли 1943 г. 1-ва и 2-ра групи на ескадра JG 52 са преведени в района на Курск, за участие в операция „Цитадела“. В боевете при Курск пилотите на ескадра JG 52 пресичат границата от 6000 победи. Именно при Курск на 5 юли (денят на началото на операцията) капитан Визе от 2-ра група сваля 12 съветски самолета за един ден (95-а победа), а Валтер Крупински – 11.
На 7 юли загива оберлейтенант Паул-Хенрих Дане, който удържа 800-тната победа за 1-ва ескадрила (1./JG-52) и 6000-ната за JG-52 като цяло.